# Begonia rex
Begonia rex Putz., 1857 è una pianta appartenente alla famiglia Begoniaceae, diffusa dall'India nord-orientale al sud-ovest della Cina.

## Descrizione

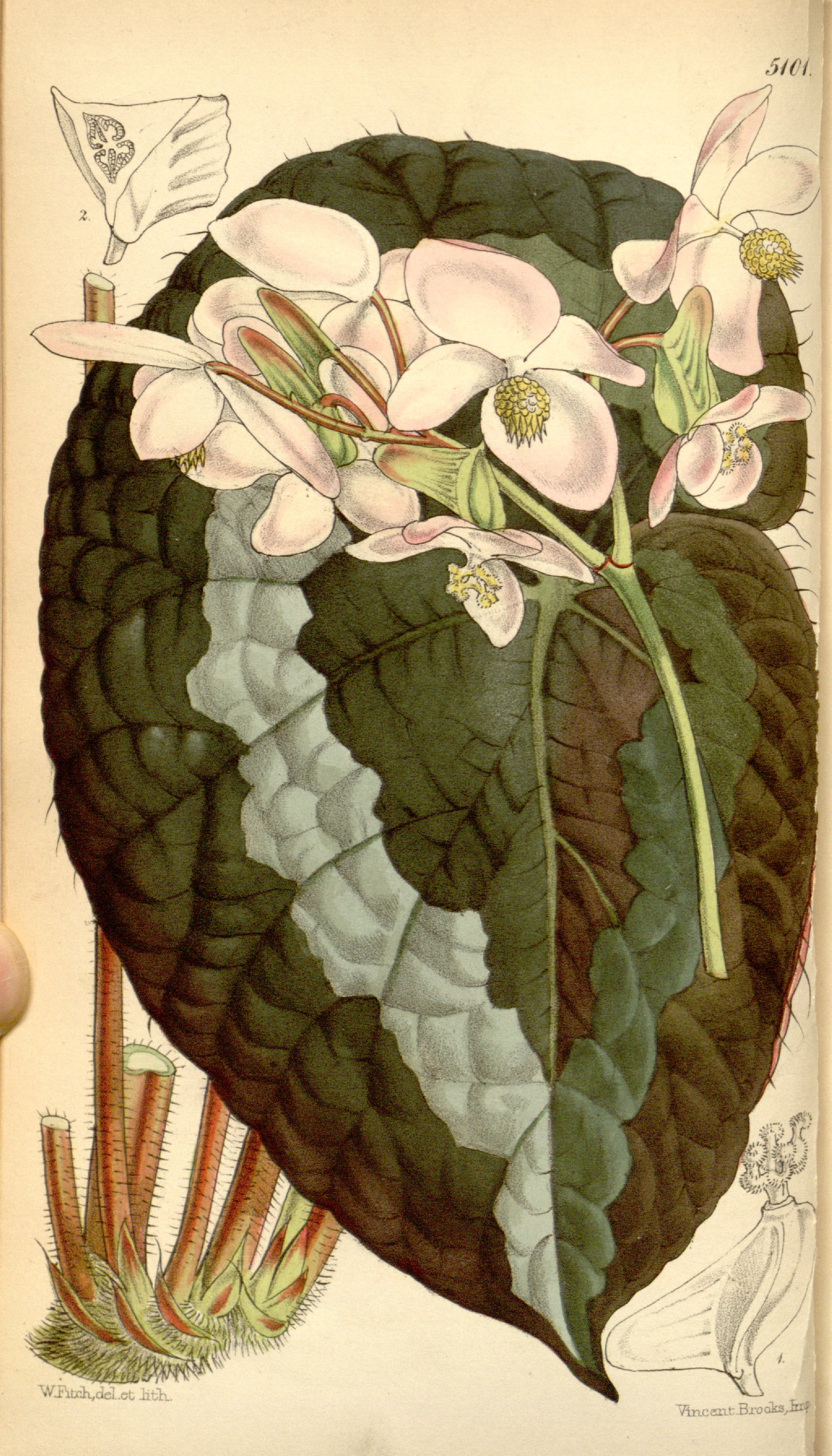
Tavola botanica

Ha foglie cuoriformi, lisce o ruvide, di colore verde con screziature rosse, nere o argentate, lunghe fino a 30 cm.
I fiori sono poco appariscenti.

## Coltivazione
Pianta da serra vuole ambiente caldo-umido, terriccio di castagno misto a sabbia ben concimato, reinvasare ogni tre quattro anni dividendo i rizomi troppo fitti, la moltiplicazione avviene per talea fogliare, incidendo in più punti la foglia lungo le nervature principali, da ogni incisione nascerà una piantina.